# Daizui
Daizui (kinesiska: 戴咀, 戴咀乡) är en socken i Kina. Den ligger i provinsen Henan, i den centrala delen av landet, omkring 370 kilometer söder om provinshuvudstaden Zhengzhou.
Genomsnittlig årsnederbörd är 1 378 millimeter. Den regnigaste månaden är juli, med i genomsnitt 253 mm nederbörd, och den torraste är december, med 18 mm nederbörd.